# Parco nazionale Gros Morne
Il parco nazionale Gros Morne (in inglese Gros Morne National Park Reserve) è un'area naturale protetta situata sulla costa occidentale dell'isola di Terranova, nel Canada nord-orientale. Si estende su di un'area di poco più di 1.800 chilometri quadrati.
La venne istituita nel 1973, ma fu solo il 1º ottobre 2005 che essa ottenne lo status di parco nazionale canadese. Nel 1987 il parco è stato inserito nell'elenco dei patrimoni dell'umanità dell'UNESCO, sia per il suo ruolo nella storia dell'evoluzione che per i suoi eccezionali scenari.

## Territorio
Il parco deve il suo nome dalla seconda cima montuosa di Terranova, il Gros Morne appunto (alto 806 metri), che si trova entro i suoi confini. Il nome del monte, in francese, significa il gran tenebroso. Il Gros Morne fa parte delle Long Range Mountains, un'antica catena montuosa erosa (risale a circa 1,2 miliardi di anni fa) che a sua volta fa parte dei Monti Appalachi e si sviluppa per tutta la parte occidentale di Terranova.
Le formazioni rocciose del parco, rese famose dal geologo Harold Williams, comprendono crosta oceanica e rocce del mantello terrestre esposte da processi di obduzione dovuti alla tettonica a zolle, rocce sedimentarie formatesi durante il periodo ordoviciano, granito del precambriano e roccia magmatica dell'era paleozoica.

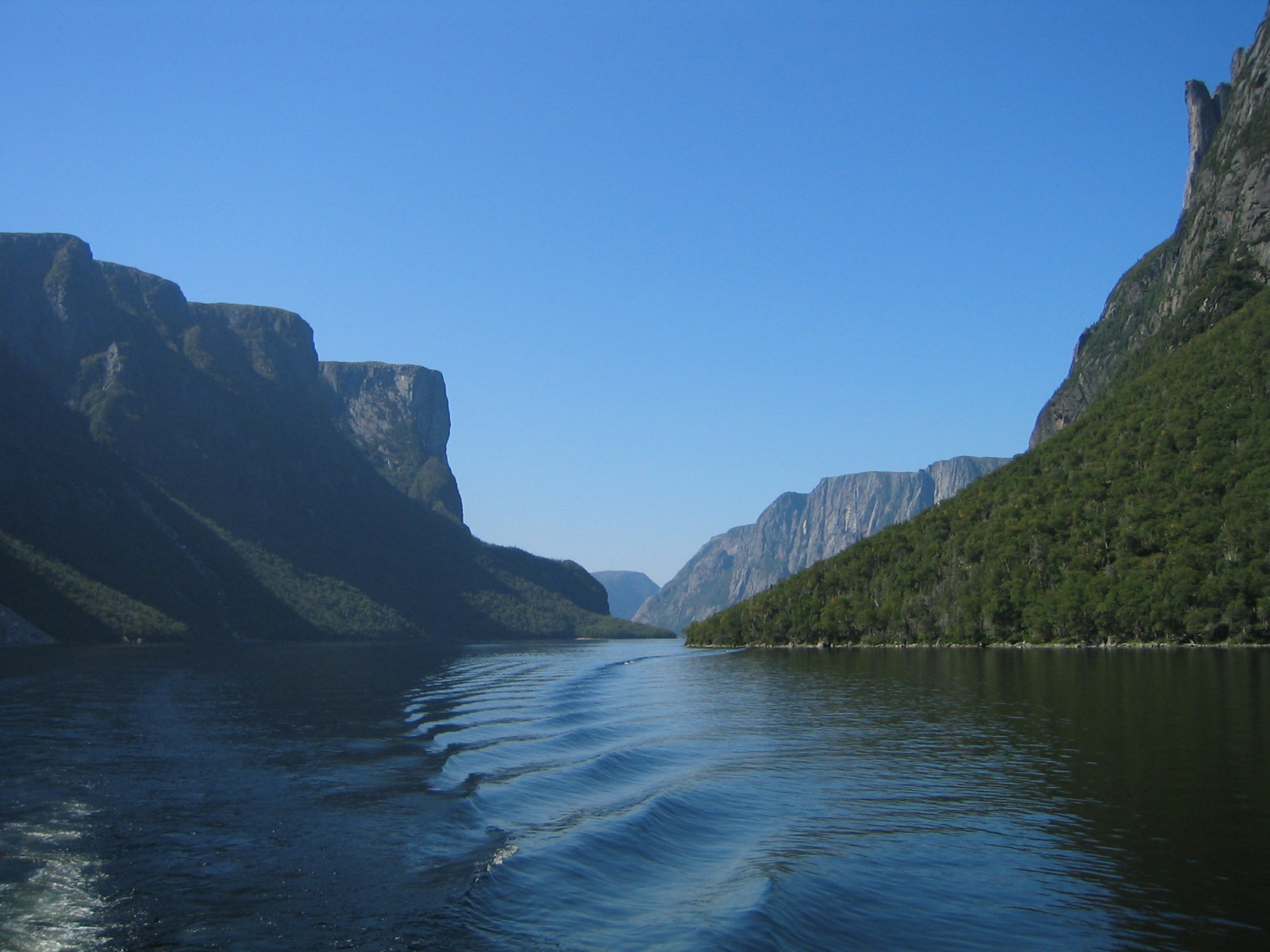
Il Western Brook Pond

Il Western Brook Pond è un fiordo d'acqua dolce scavato dai ghiacciai durante l'ultima era glaciale, tra 25.000 e 10.000 anni fa. Quando i ghiacciai si ritirarono il terreno, che era stato schiacciato dal peso dello strato di ghiaccio, rimbalzò e lo sbocco al mare venne tagliato fuori. Lo stretto "lago", lungo circa 30 chilometri, si riempì allora di acqua dolce, tra le più pure che si possano trovare in natura. In questo lago si gettano le Pissing Mare Falls, le più alte cascate del Nordamerica orientale (564 metri).
Le Tablelands, un altopiano che si trova tra le cittadine di Trout River e Woody Point, sembrano più un arido deserto che un tipico paesaggio di Terranova. Questo è dovuto alle peridotiti, le rocce ultrafemiche che formano l'altopiano: si ritiene infatti che esso si sia formato nel mantello terrestre e che sia poi stato spinto in superficie durante uno scontro fra zolle alcune centinaia di milioni di anni fa. Le peridotiti non contengono i tipici nutrienti di cui hanno bisogno le piante per vivere, da qui il loro aspetto brullo. La roccia contiene pochissimo calcio, molto magnesio e una notevole quantità di metalli pesanti, velenosa per le normali forme di vita.
Il colore rugginoso delle peridotiti è dovuto all'alta percentuale di ferro che contengono. Al di sotto di questa zona la roccia ha un colore verde scuro.

## Flora
Lungo la costa si trovano basse foreste di pecci e abeti balsamici, conosciuti dagli abitanti della regione come "tuckamores", battute da tempeste e forti venti provenienti dal mare.

## Fauna
La fauna presente nel parco comprende linci canadesi, orsi neri americani, caribù, lepri artiche, martore americane e una popolazione introdotta di alci, in rapido aumento. Nei mari di fronte al parco si trovano balene e anatidi.